# Miguel Albanell
Miguel Albanell Peman, (nacido el 24 de enero de 1943 en  Barcelona, Cataluña) es un exjugador de baloncesto y médico español.

## Trayectoria
Se inicia en el mundo del baloncesto en el Colegio La Salle Josepets de su Barcelona natal. Desarrollaría su carrera deportiva durante 12 años en el Picadero Jockey Club, equipo ubicado en el Les Corts y que a base de talonario consiguió formar un gran plantel, con la intención de plantar cara a los gallos de la competición, el Real Madrid y el FC Barcelona. En el equipo presidido por el empresario Joaquín Rodríguez coincide con jugadores de la talla de José María Soro, Chus Codina, Alfonso Martínez y su hermano José Luis, José Ramón Ramos, Josep María Jofresa, Víctor Escorial, Lorenzo Alocén y Teófilo Cruz, entre otros, consiguiendo en los doce años (de la temporada 1960-61 a la 1972-73) que estuvo dos Copa en 1964 y 1968 y cuatro  subcampeonatos de Liga. En 1973, después de diversos problemas económicos que aquejaran a Joaquín Rodríguez, el Picadero Jockey Club desaparece, ya que el único sustento económico del equipo era  el del "Presi", fundador y auténtico mecenas del equipo de Les Corts. Albanell después de la desaparición del equipo ficha por el UE Mataró, pero lesiones de gravedad no le dan continuidad en el equipo del Maresme, retirándose con 31. Después ejercería de médico en el FC Barcelona.  